# ISV Venture Star
 (décembre 2023).
L'ISV Venture Star est un vaisseau spatial fictif qui apparait dans la série de films Avatar réalisé par James Cameron. Venture Star fait référence au programme VentureStar, un projet de navette spatiale entièrement réutilisable qui devait à terme remplacer de la navette spatiale américaine.

## Vaisseaux de la classe Capital Star
- Capital Star (mentionné)
- Venture Star (Avatar)[2]
- Manifest Destiny (Avatar : La Voie de l'eau)
- Vindicator (Avatar : La Voie de l'eau)